# Mocro Maffia: Meltem
Mocro Maffia: Meltem, soms simpelweg afgekort tot Meltem, is een Nederlandse dramatische misdaadfilm uit 2021 geregisseerd en mede geschreven door Mustafa Duygulu. De film is een spin-off van de serie Mocro Maffia en ging op 10 december 2021 in première.

## Verhaal
De film volgt de Turks-Nederlandse vrouw Meltem, die bezig is met creditcardfraude en tegelijk onder de radar van de politie probeert te blijven. Ondanks ze slim en doordacht is heeft ze één zwakke plek, haar gokverslaafde vader. Als ze erachter komt dat hij geld heeft geleend van de drugsbendeleider Paus, probeert ze haar vader uit hun handen te houden door haar Turks-Duitse drugs handelende familie in te lichten.

## Rolverdeling
| acteur                | personage               |
| --------------------- | ----------------------- |
| Sinem Kavus           | Meltem                  |
| Oktay Önder           | Ümit                    |
| Cecil Toksöz          | Recep                   |
| Carré Albers          | Levie                   |
| Tamer Yigit           | Ömer                    |
| Iliass Ojja           | Younes 'Taxi' Al Sadiqi |
| Mandela Wee Wee       | Romano Tevreden         |
| Khalid Alterch        | Tonnano                 |
| Rogier Philipoom      | Ferry Deelder           |
| Adam Mouhajir         | Cinqo                   |
| Meric Yildiz          | Hakan                   |
| Sihali Yalcimer       | Dogan                   |
| Gültekin Ceber Dönmez | Eslem                   |
| Cihat Yildiz          | Okan                    |
| Sezgin Güleç          | Fevzi                   |
| Ivan Gordillo Herrera | El Lazaro               |

## Achtergrond
De film werd geregisseerd door Mustafa Duygulu en geproduceerd door Annemieke van Vliet en Femke Bennink. Duygulu was daarnaast verantwoordelijk voor het schrijven van het scenario van de film, dit deed hij in samenwerking met Achmed Akkabi en Kevin Boitelle. De opnames van de film gingen in juli 2021 van start, er werd onder meer gefilmd in Purmerend. Hoofdrollen in de film waren weggelegd voor onder anderen Sinem Kavus, Oktay Önder, Cecil Toksöz en Carré Albers. Tevens hernamen meerdere acteurs uit de serie Mocro Maffia hun rol, waaronder Iliass Ojja, Mandela Wee Wee en Khalid Alterch.

## Release en ontvangst
De film is een spin-off van de serie Mocro Maffia en speelt zich af tussen het derde en vierde seizoen. Op 12 oktober 2021 werd de eerste trailer van de film uitgebracht. Mocro Maffia: Meltem ging op 10 december 2021 in première op streamingdienst Videoland. Actrice Sinem Kavus werd geprezen voor haar rol als Meltem, zo won ze voor die rol in oktober 2022 een Gouden Kalf in de categorie Beste hoofdrol in een korte film.